# Международная федерация бильярда и снукера
Международная федерация бильярда и снукера (англ. International Billiards and Snooker Federation, IBSF) — главная управленческая организация любительского (непрофессионального) снукера и английского бильярда. Образована в 1973 году. Штаб-квартира IBSF располагается в Реймсе (Франция). Действующий президент — Паскаль Гийом.

## История
В 1971 году Всемирный совет английского бильярда и снукера (World Billiards and Snooker Council) был расформирован, а в 1973-м изменил название на Международную федерацию английского бильярда и снукера. Смена названия произошла из-за неудовлетворённости многих других национальных бильярдных ассоциаций деятельностью Billiards and Snooker Control Council (тогда Billiards Association and Control Council). В частности, подразумевалось, что эта организация должна стать главной в обоих видах (снукер и английский бильярд) как в Британии, так и на международной арене. Следовательно, новая организация — IBSF — взяла на себя управление мировыми любительскими турнирами по этим дисциплинам.

## Структура
Международная федерация бильярда и снукера включает в себя представителей 73 стран мира из пяти олимпийских регионов — Африки, Америки, Азии, Европы и Океании. Совет директоров IBSF состоит из четырёх должностных лиц: президента, вице-президента, секретаря и министра финансов; плюс ещё по два представителя от каждой Олимпийской области. Четыре главных должностных лица являются ответственными за развитие и деятельность федерации и являются соответствующими представителями IBSF на ежегодном общем собрании. Собрание обычно проводится во время любительского чемпионата мира.

## Деятельность
Цели и обязанности IBSF состоят в том, чтобы координировать, продвигать и развивать любительские соревнования по англ. бильярду и снукеру. Также Международная федерация бильярда и снукера определяет условия проведения, формат, даты и места проведения наиболее значимых непрофессиональных турниров, а именно:
- Чемпионат мира по снукеру среди любителей

- Чемпионат мира по снукеру среди игроков до 21 года

- Командный любительский чемпионат мира по снукеру
- Чемпионат мира по снукеру среди женщин
- Чемпионат мира по английскому бильярду среди любителей

## Связи с другими организациями
Международная федерация бильярда и снукера является подразделением Всемирной конфедерации бильярда (WCBS). Всемирная конфедерация бильярда — организация, которая продвигает бильярдный спорт в виде карамболя, пула и снукера. Её главная цель состоит в том, чтобы получить разрешение от Международного олимпийского комитета на проведение этих трёх дисциплин на Олимпийских играх.
Международная федерация бильярда и снукера также сотрудничает с главной организацией профессионального снукера и английского бильярда Всемирной ассоциацией профессионального бильярда и снукера (WPBSA) с целью роста популярности и развития обеих игр в мире.